# جارفيس هاريسون
جارفيس هاريسون (بالإنجليزية: Jarvis Harrison)‏ هو لاعب كرة قدم أمريكية أمريكي، ولد في 25 ديسمبر 1991 في نافاسوتا في الولايات المتحدة.

## وصلات خارجية
- جارفيس هاريسون على موقع مرجع كرة القدم المحترفة.كوم (الإنجليزية)